# 30 Cygni
Désignations
30 Cygni (en abrégé 30 Cyg) est une étoile de la constellation boréale du Cygne. Elle est visible à l'œil nu avec une magnitude apparente de 4,83. D'après la mesure de sa parallaxe annuelle par le satellite Gaia, l'étoile est distante d'environ 195 pc (∼636 al) de la Terre. Elle se rapproche du Système solaire à une vitesse radiale héliocentrique de −26 km/s.

## Nomenclature
La désignation de Bayer ο (omicron) Cygni a été diversement donnée à deux ou trois des étoiles du groupe constitué par 30, 31 et 32 Cygni. 30 Cygni s'est ainsi parfois vu attribuer la désignation de ο1 Cygni, les deux autres étoiles étant alors désignée ο2 and ο3 Cygni, respectivement. Pour éviter toute confusion, il est préférable d'utiliser sa désignation de Flamsteed de 30 Cygni plutôt que l'une des désignations de Bayer mentionnées précédemment.

## Propriétés
30 Cygni est une étoile géante blanche de type spectral A5IIIn, avec la lettre « n » qui indique que ses raies spectrales apparaissent élargies (« nébuleuses ») en raison de sa rotation rapide. Elle tourne en effet sur elle-même à une vitesse de rotation projetée de 145 km/s. Cela donne à l'étoile une forme aplatie avec un bourrelet équatorial qu'on estime être 17 % plus grand que son rayon polaire. Elle est autour de 324 fois plus lumineuse que le Soleil et sa température de surface est de 7 712 K.
30 Cygni est localisée à environ six minutes d'arc de 31 Cygni A et à sept minutes d'arc de 31 Cygni B. 32 Cygni est quant à elle située à une distance angulaire d'un degré. 31 et 32 Cygni sont toutes deux des étoiles de quatrième magnitude.